# Antonio Sandi
Antonio Sandi (Puos d'Alpago, 9 ottobre 1733 – Alpago, 4 settembre 1817) è stato un incisore italiano, noto principalmente per i suoi lavori raffiguranti vedute e mappe di Venezia e del Veneto.

## Biografia
Nacque a Puos d'Alpago, nell'attuale provincia di Belluno, nel Veneto, figlio di Alessandro e di Alba Pastorini, ma visse e lavorò principalmente a Venezia prima di tornare in terra natia, negli ultimi anni di vita, e dove morì, ad Alpago, ad 83 anni. Anche il fratello Giuseppe (1763-1803) fu incisore.
Tra le sue altre varie opere, nel 1779 collaborò con Francesco Tironi alla realizzazione di una cartella di ventiquattro incisioni di isole della laguna di Venezia intitolato 24 Prospettive delle isole della laguna di Venezia. Molte delle incisioni raffigurano comunità fiorenti in isole oggi desolate.